# Râul Cepari
Râul Cepari este un curs de apă, afluent al râului Rosua. 

## Hărți
- Harta județului Bistrița